# Bàndicut barrat occidental
El bàndicut barrat occidental (Perameles bougainville), també conegut a Austràlia com a marl, és una espècie de bàndicut que viu a Austràlia. Antigament s'estenia pel sud d'Austràlia, des d'Austràlia Occidental fins al centre de Nova Gal·les del Sud, però actualment està restringit a les illes de Bernier, Dorre i Faure a la Badia Shark, Austràlia Occidental.